# Andreas Castiglioni
Andreas Castiglioni (* 2. Mai 1980 in Meran) ist ein ehemaliger italienischer Naturbahnrodler und gegenwärtiger Funktionär. Er wurde 2004 Vizeeuropameister und 2005 Vizeweltmeister im Einsitzer. Im Weltcup erreichte er zwei Podestplätze und als bestes Gesamtergebnis den fünften Platz in der Saison 2003/04. Seit 2017 ist er Direktor für Sport und Technik Naturbahn der Fédération Internationale de Luge de Course.

## Karriere
Castiglioni startete ab 1998 bei internationalen Juniorenmeisterschaften und erzielte bei der Junioreneuropameisterschaft 2000 in Umhausen seinen ersten größeren Erfolg, als er hinter Elmar Leitner und David Mair die Bronzemedaille im Einsitzer gewann. Im selben Jahr nahm er auch erstmals an einer Weltmeisterschaft in der Allgemeinen Klasse teil und belegte Platz zehn. 2001 nahm er nicht an der Weltmeisterschaft teil. Sein erstes Weltcuprennen, das er an zwölfter Position beendete, bestritt Castiglioni am 24. Januar 1999 in Canale d’Agordo. Während der nächsten zwei Jahre kam er aber zu keinen weiteren Weltcupeinsätzen. Ab der Saison 2001/02 war Castiglioni wieder im Weltcup am Start. Er erreichte vier Top-10-Plätze und landete damit im Gesamtweltcup an zehnter Stelle. Das schlechteste Saisonresultat erzielte er bei der Europameisterschaft 2002 in Frantschach, wo er nur auf Platz 16 kam. Dafür wurde er 2002 Italienischer Meister im Einsitzer. In der Weltcupsaison 2002/03 fuhr Castiglioni in allen sechs Rennen unter die schnellsten zehn und erreichte als bestes Ergebnis den fünften Platz in Moskau, womit er Neunter im Gesamtweltcup wurde. Bei der Weltmeisterschaft 2003 in Železniki fuhr er auf Platz zehn.
Die Weltcupsaison 2003/04 war Castiglionis erfolgreichste. Mit zwei zweiten Plätzen im ersten und im letzten Rennen erzielte er seine einzigen Podestplatzierungen und mit weiteren drei Top-10-Ergebnissen erreichte er den fünften Platz im Gesamtweltcup. Bei der Europameisterschaft 2004 in Hüttau gewann Castiglioni die Silbermedaille, ebenso wie bei der Weltmeisterschaft 2005 in Latsch. Im Weltcup erreichte er in der Saison 2004/05 aber nicht die Vorjahresergebnisse. Er bestritt nur drei Weltcuprennen, bei denen er nur einmal in die Top 5 kam, und fiel im Gesamtklassement auf Platz 14 zurück. Ab der Saison 2005/06 nahm Castiglioni nur noch an wenigen Weltcuprennen teil, konnte sich dabei aber zumeist unter den besten Zehn klassieren. Sein letztes Weltcuprennen bestritt er 31. Januar 2009 in Deutschnofen. Er startete vermehrt im Intercontinentalcup, gewann in der Saison 2006/2007 die Gesamtwertung und erreichte in der Saison 2009/2010 den dritten Gesamtrang. Bei der Europameisterschaft 2006 in Umhausen wurde Castiglioni Fünfter. Sein nächstes und letztes Großereignis war die Weltmeisterschaft 2009 in Moos in Passeier, wo er den achten Platz belegte. 2010 beendete Castiglioni seine Karriere.
2017 wurde er als Nachfolger von Chris Karl Sportdirektor Naturbahn, später Direktor für Sport und Technik Naturbahn, des Rennrodelweltverbandes Fédération Internationale de Luge de Course. In dieser Funktion verantwortet er die Durchführung der internationalen Rodelwettkämpfe auf der Naturbahn.
Castiglioni ist mit Renate Kasslatter verheiratet, die ebenfalls Naturbahnrodlerin war, und lebt in Partschins.

## Sportliche Erfolge

### Weltmeisterschaften
- Olang 2000: 10. Einsitzer
- Železniki 2003: 10. Einsitzer
- Latsch 2005: 2. Einsitzer
- Moos in Passeier 2009: 8. Einsitzer

### Europameisterschaften
- Frantschach 2002: 16. Einsitzer
- Hüttau 2004: 2. Einsitzer
- Umhausen 2006: 5. Einsitzer

### Juniorenweltmeisterschaften
- Hüttau 1999: 12. Einsitzer

### Junioreneuropameisterschaften
- Feld am See 1998: 6. Einsitzer
- Umhausen 2000: 3. Einsitzer

### Weltcup
- Saison 2001/02: 10. Einsitzer
- Saison 2002/03: 9. Einsitzer
- Saison 2003/04: 5. Einsitzer
- 2 Podestplätze

### Italienische Meisterschaften
- Italienischer Meister im Einsitzer 2002